# Love Moves
Love Moves (englisch für „Liebesbewegungen“ oder „Liebe bewegt (sich)“) ist das siebte Studioalbum der britischen Sängerin Kim Wilde. Es wurde am 14. Mai 1990 bei MCA Records veröffentlicht.

## Entstehung und Artwork
Sechs Lieder auf Love Moves wurden von Wilde mit ihrem jüngeren Bruder Ricky Wilde geschrieben, vier weitere mit Produzent Tony Swain. Das Album wurde von Ricky Wilde produziert. Die Abmischung erfolgte gemeinsam mit dem Toningenieur Jimmy Jazz. Als Studiomusiker engagierte man unter anderem Jaki Graham (Gesang) oder auch Deon Estus (Bass).
Das Frontcover zeigt Wilde, die gerade eine fließende, tanzende Bewegung macht.

## Titelliste
Alle Stücke wurden von Kim und Ricky Wilde geschrieben (abweichende Angaben sind im Klammerzusatz zu finden).
1. It’s Here
2. Love (Send Him Back to Me) (Kim Wilde, Tony Swain)
3. Storm in Our Hearts (Kim Wilde, Tony Swain)
4. World in Perfect Harmony
5. Someday
6. Time
7. Who’s to Blame (Kim Wilde, Tony Swain)
8. Can’t Get Enough (Of Your Love)
9. In Hollywood (Kim Wilde, Tony Swain)
10. I Can’t Say Goodbye

## Rezeption

### Charts und Chartplatzierungen
Love Moves erreichte in Deutschland Rang 24 der Albumcharts und platzierte sich 15 Wochen in den Top 100. In der Schweizer Hitparade erreichte das Album in neun Chartwochen mit Rang zwölf seine höchste Chartnotierung, im Vereinigten Königreich in drei Chartwochen mit Rang 37. Des Weiteren erreichte das Album Top-10-Platzierungen in Norwegen und Schweden. Für Wilde ist Love Moves der achte Album-Charterfolg in Deutschland und dem Vereinigten Königreich sowie der sechste in der Schweiz.
| ChartsChartplatzierungen     | Höchstplatzierung | Wochen |
| ---------------------------- | ----------------- | ------ |
| Deutschland (GfK)            | 24 (15 Wo.)       | 15     |
| Schweiz (IFPI)               | 12 (9 Wo.)        | 9      |
| Vereinigtes Königreich (OCC) | 37 (3 Wo.)        | 3      |

### Auszeichnungen für Musikverkäufe
| Land/Region                  | Auszeichnungen für Musikverkäufe (Land/Region, Auszeichnung, Verkäufe) | Verkäufe |
| ---------------------------- | ---------------------------------------------------------------------- | -------- |
| Vereinigtes Königreich (BPI) | Gold                                                                   | 100.000  |
| Insgesamt                    | 1× Gold ·                                                              | 100.000  |